# Angelus Merula
Angelus Merula, auch Engel Willemsz. de Merle, Engel van Merlen (* 1482 in Brielle; † 26. Juli 1557 in Bergen op Zoom) war ein evangelischer Märtyrer und Reformator.

## Leben
Merula studierte seit 1504 an der Sorbonne und erwarb dort am 24. März 1508 den Grad des Magisters und des Lizentaten der Theologie. Im Utrechter Dom wurde er 1511 zum Priester geweiht, wurde Pfarrer in seinem Heimatort und seit 1530 in Heenvliet. In diesen Jahren befasste er sich eifrig mit dem griechischen Neuen Testament und mit den Kirchenvätern. 
Ohne Tumult wollte er die Kirche reformieren. Von der Position Erasmus von Rotterdams kam er immer mehr zur evangelischen Überzeugung und vertrat den Grundsatz des allgemeinen Priestertums in weit reichender Korrespondenz. Von der römischen Kirche wollte er sich nicht trennen. Obwohl er ein stiller Gelehrter war, kam er in den Verdacht der Ketzerei. 1553 ging die Inquisition gegen ihn vor. Er wurde zum Tode auf dem Scheiterhaufen verurteilt, doch bevor er ihn bestieg, ereilte ihn der Tod.
Der holländische Rechtsgelehrte, Bibliothekar und Historiker Paulus Merula (1558–1607), der 1604 die Leidensgeschichte von Angelus Merula mit dessen Thesen und Anmerkungen veröffentlichte, war sein Großneffe.

## Gedenktag
27. Juli im Evangelischen Namenkalender.